# Redbone (gruppo musicale)
I Redbone sono un gruppo messicano-americano/nativo americano nato negli anni '70 con i fratelli Pat e Lolly Vegas.
Raggiunsero la Top 5 della classifica statunitense Billboard Hot 100 nel 1974 con il loro singolo Come and Get Your Love. Il singolo è stato certificato disco d'oro vendendo oltre un milione di copie. Ha anche reso i Redbone la prima band nativa americana a raggiungere i primi cinque posti della Billboard Hot 100, con la canzone che ha raggiunto il numero 5. I Redbone hanno raggiunto successi con i loro singoli "We Were All Wounded at Wounded Knee", "The Witch Queen of New Orleans", "Wovoka" e "Maggie" negli Stati Uniti, sebbene questi singoli abbiano avuto più successo all'estero.
Nel 2014 Come and Get Your Love è stata utilizzata come soundtrack nel film del Marvel Cinematic Universe Guardiani della Galassia.

## Formazione

### Formazione attuale
- Pat Vasquez-Vegas – basso voce (1969-1977, 1997-oggi)

### Ex componenti
- Lolly Vasquez-Vegas – chitarre, voce (1969-1977, 1997-2010)
- Tony Bellamy - chitarre, voce (1969-1977, 1997-1998, 2008)
- Peter DePoe - batteria, percussioni, voce (1969-1972)
- Butch Rillera - batteria, percussioni, voce (1973-1977)

## Discografia
- 1970 - Redbone
- 1970 - Potlatch
- 1971 - Message from a Drum
- 1972 - Already Here
- 1973 - Wovoka
- 1974 - Beaded Dreams Through Turquoise Eyes
- 1977 - Cycles
- 2005 - Peace Pipe